# Saint-Amand-sur-Sèvre
Saint-Amand-sur-Sèvre – miejscowość i gmina we Francji, w regionie Nowa Akwitania, w departamencie Deux-Sèvres.
Według danych na rok 1990 gminę zamieszkiwało 1229 osób, a gęstość zaludnienia wynosiła 37 osób/km² (wśród 1467 gmin regionu Poitou-Charentes Saint-Amand-sur-Sèvre plasuje się na 236. miejscu pod względem liczby ludności, natomiast pod względem powierzchni na miejscu 136.).